# Tenochtitlán
Tenochtitlán era considerada a capital do Império Asteca durante o período Pós-Clássico da Mesoamérica. Tenochtitlán localizava-se onde atualmente é a Cidade do México. A palavra asteca significa “gente de Aztlan”, uma importante cidade com localização desconhecida; asteca também compreende um termo usado para designar vários grupos, como mexicas, chalcas e huaxtecas.
A queda de Tenochititlán em 1521 se tornou símbolo da conquista da Mesoamérica pelos espanhóis, um processo que continuou por todo o Período Colonial. A cidade foi fundada em 1325, numa ilha do lago salgado de Texcoco, no que agora compreende o Planalto Central Mexicano. Tenochtitlán possuía aproximadamente 140 000 a 200 000 habitantes em 1519, quando os espanhóis chegaram à Mesoamérica.
O nome Tenochtitlán vem do náhuatl Meshíhco Tenochtítlan: Mexihtl = um dos nomes com que se conhecia a Huitzilopochtli, seu Deus-Guia; Co = locativo - Tetl= pedra Nochtli=tuna (fruto do cacto) Tlan = lugar de.
Numa carta, Bernál Diaz de Castillo, soldado de Hernán Cortés, relata que Tenochtitlán era abastecida por um sistema de água potável que provinha de aquedutos localizados nas montanhas. A cidade era ligada a regiões próximas por estradas de linhas retas; Tenochtitlán possuía canais labirínticos, palácios e templos, e a disposição dos bairros residenciais refletia a estratificação social. Quando os espanhóis chegaram à Tenochtitlán (1519) encontraram uma sociedade esplendorosa e com uma arquitetura reconstruída, pois a cidade havia sofrido uma devastação causada por uma inundação por volta de 1517.

## História

### Fundação

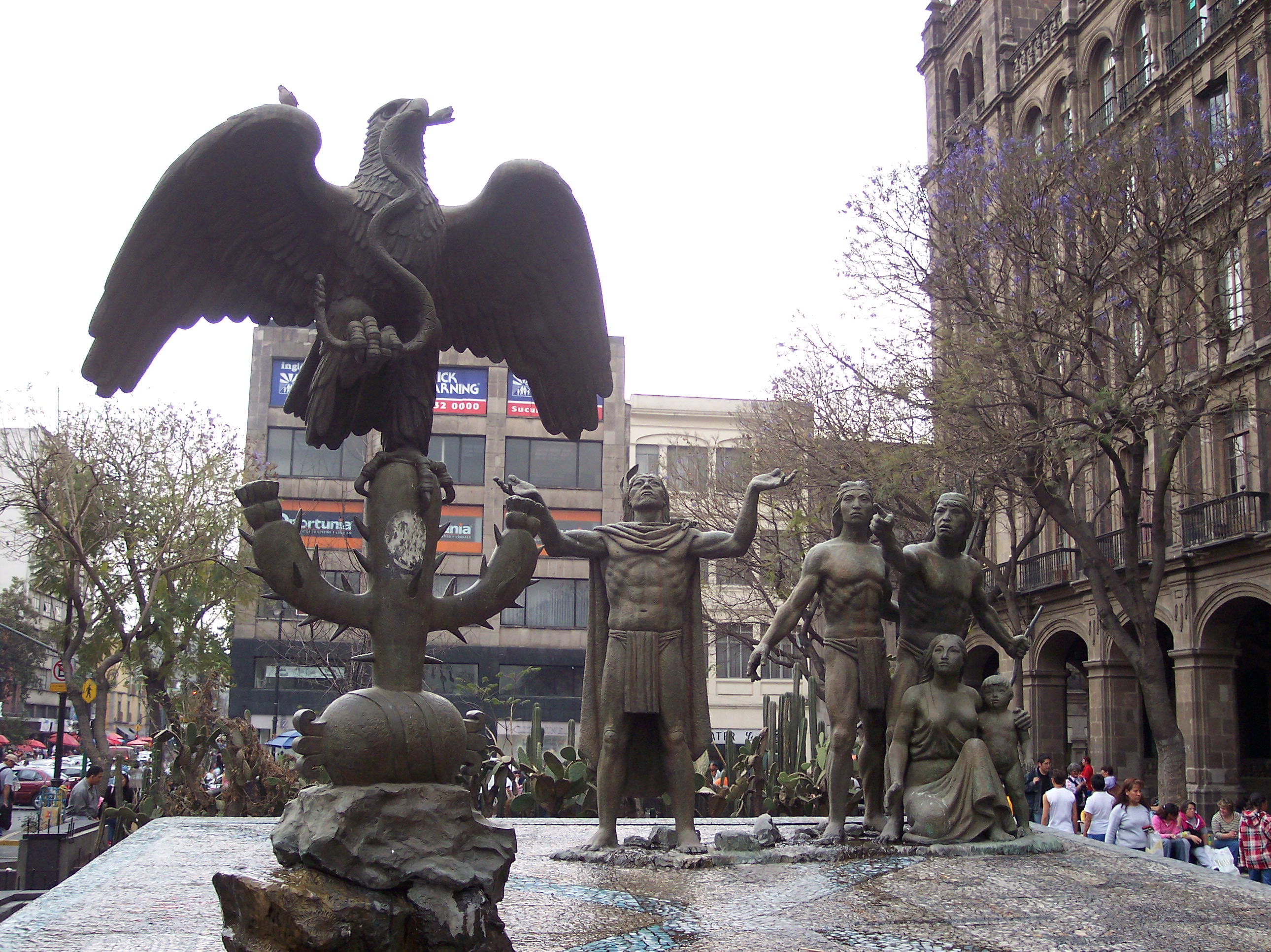
Representação do mito fundacional de Tenochtitlán.

No século XIII, os mexica vindos de Aztlán lutam contra povos estabelecidos na região privilegiada em recursos naturais e posição estratégia de Chapultepec. No entanto, são expulsos dessa terra. É a partir de então que os mexicanos começam a peregrinação pelas imediações do lago Texcoco, que durou até 1325 d.C., segundo informações documentadas e proporcionadas pelos mexicanos.
A terra prometida por profecias foi encontrada através de um sinal numa ilha do lago Texcoco: alguns indivíduos avistaram uma águia (símbolo do deus Huitzilopochtli) sobre um cacto, e foi nesse local que se estabeleceu Tenochtitlán. Etimologicamente, a palavra Tenochtitlán significa “lugar de tunas sobre pedra”, e tunas são os frutos proporcionados pelos cactos.

### Consolidação

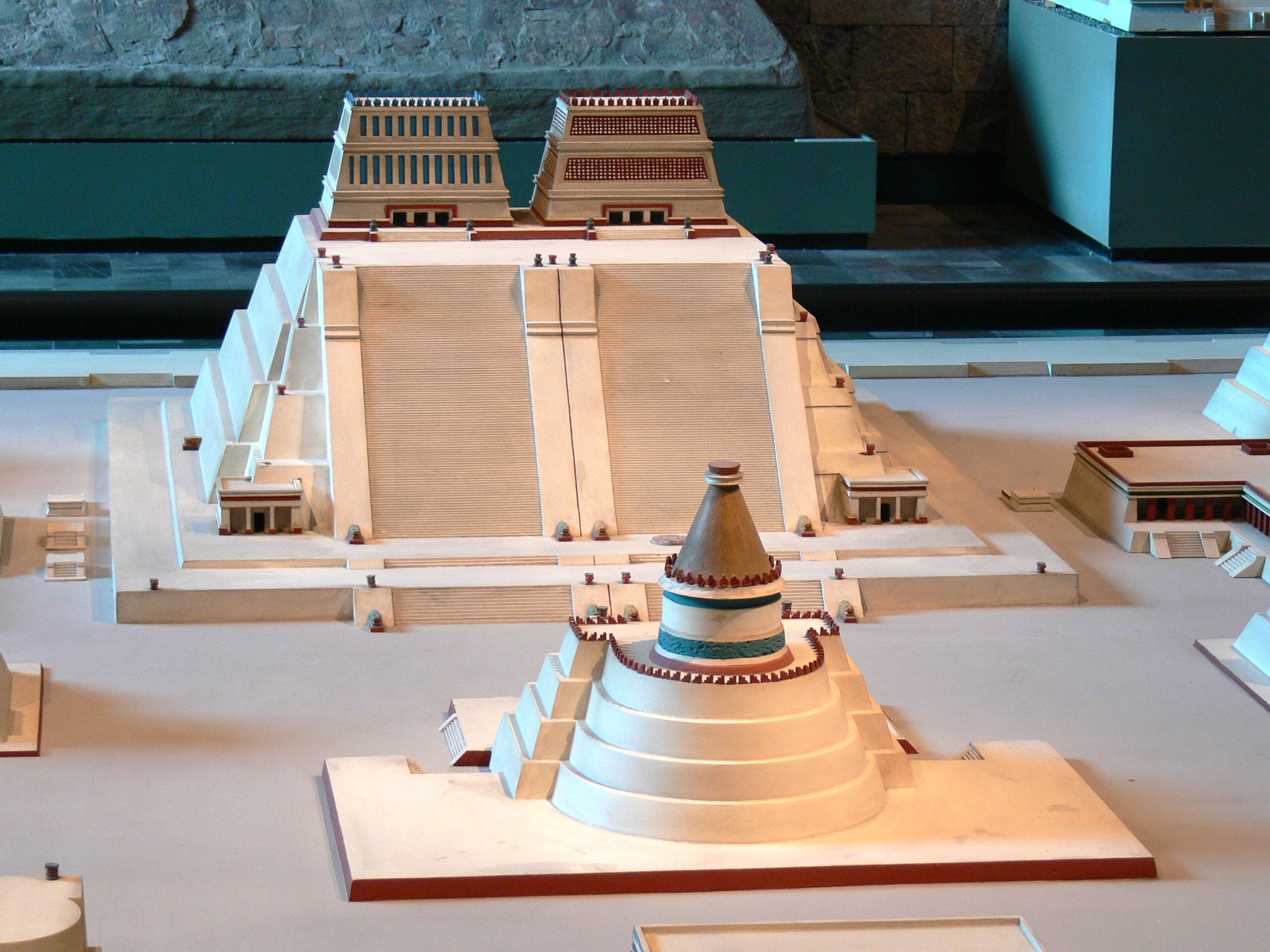
Modelo do Templo Mayor em seu auge.

O crescimento da importância das duas cidades mexicas irmãs - Tenochtitlán e Tlatelolco - nas disputas político-comerciais da região trouxe a legitimidade para esses assentamentos e a necessidade de uma linhagem de soberanos, o que se consolidou com a eleição de um tlatoani (‘soberano’ ou ‘aquele que tem a palavra’). No caso de Tenochtitlán, o escolhido foi Acamapichtli, no último quarto do século XIV. Os astecas, então, passaram a dominar as rotas comerciais e receber tributos de quase toda a Mesoamérica; e foi assim que o idioma náhuatl se tornou uma espécie de língua oficial.
Então, por meio de campanhas militares, eles foram lentamente construindo uma rede imponente de relações tributárias, comerciais e ideológicas. Como propõe o historiador Eduardo Natalino dos Santos, não se pode chamar Tenochtitlán de sede de um império de burocracia centralizada, que compreende um termo moderno. Pois, com a ajuda da cidade de Texcoco e de Tlacopan, se formou uma Tríplice Aliança, caracterizando a fonte de poder que as especializava também enquanto sistema político pelos laços de parentescos disseminados em seu domínio, sobreposição de deuses e alianças matrimoniais.

### Tomada pelo Império Espanhol

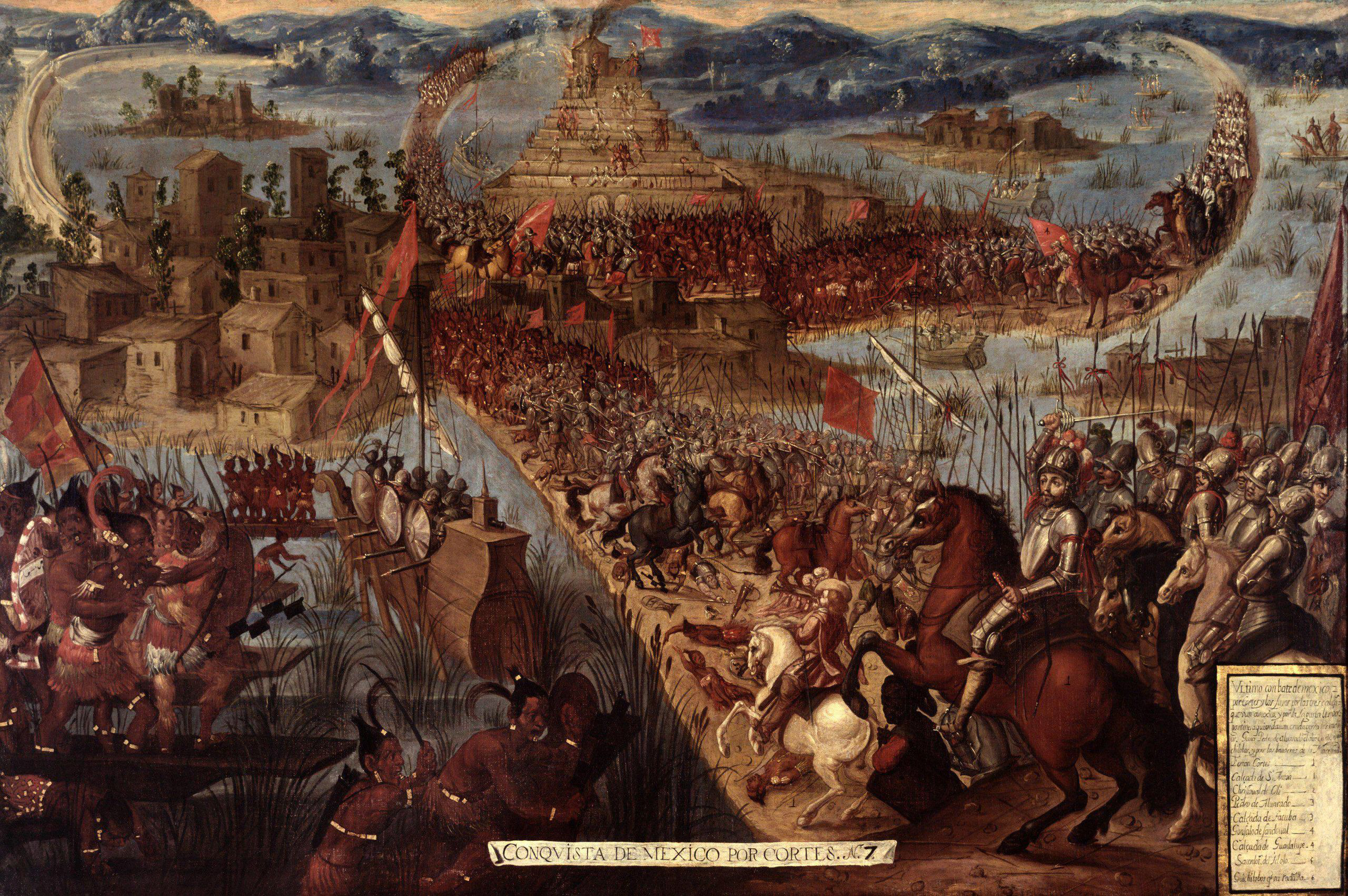
O Cerco de Tenochtitlan pelo Império Espanhol.

Os espanhóis tomaram a cidade em 1521 e, ao ocupá-la, derrubaram suas partes centrais e substituíram os templos astecas por edifícios construídos em estilo espanhol. No entanto, deixaram o arruamento praticamente intacto.
A ocupação espanhola durou três séculos, até a independência do México em 1821. Porém, o desenvolvimento da Cidade do México foi prejudicado por conflitos que duraram até o século XIX. Muitos dos descendentes dos astecas, chamados de nahua, vivem ainda hoje em casas semelhantes às dos seus ancestrais. Os pratos culinários tradicionais baseados no milho, nos grãos em geral e peixes foram preservados, o que também aconteceu com o artesanato e com a língua náhuatl, hoje falada por mais de 1 milhão de pessoas.

## Cultura e sociedade

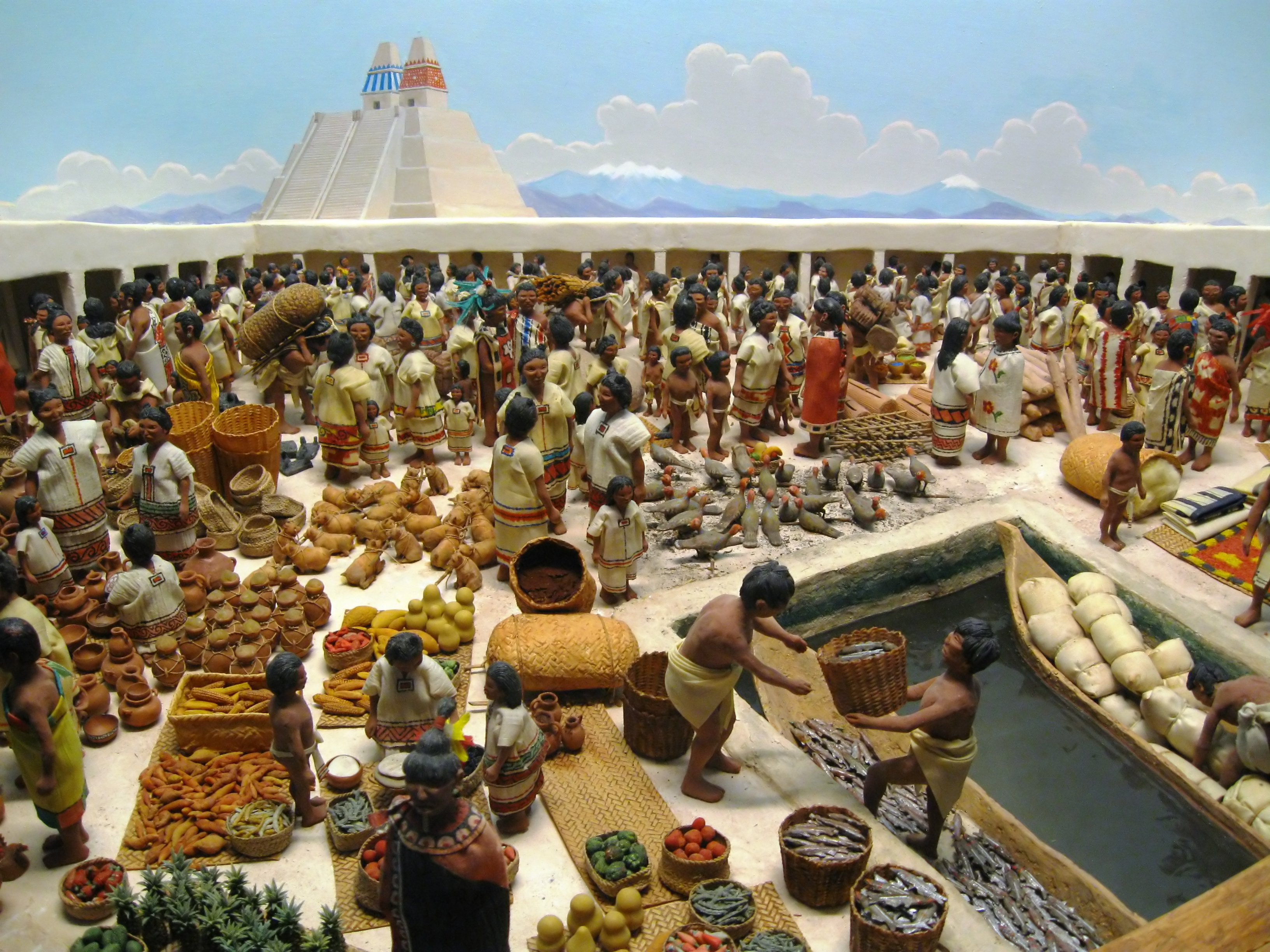
Mercado de Tlatelolco.

As crônicas dos religiosos espanhóis propõem que dentro de um processo de expansão dos mexicas eles absorveram parte da cultura da Mesoamérica, tal qual fizeram os toltecas anteriormente (este grupo, os toltecas, dominaram a região antes dos astecas, e os últimos os viam como seus antecessores). Portanto, foi assim que os mexicas introduziram em Tenochtitlán o deus Huiltzilopochtli (um deus grupal austero e guerreiro, oriundo de Aztlan), como também fizeram com uma série de deidades. Objetos olmecas (os Olmecas formavam um povo que se desenvolveu durante o período Pré Clássico da Mesoamérica) também foram encontrados em escavações em Tenochtitlán, pois essa cidade foi um dos frutos do processo de difusão da cultura Olmeca.
A maioria das ações mesmo que cotidianas são para os astecas de cunho religioso. Desta forma, para eles o jogo mais popular é o tlachtli, que possui em Tenochtitlán um centro cerimonial específico para sua realização. Ele consiste em fazer uma bola de borracha passar por um aro num dos lados do campo. Aqueles que perdem podem ser sacrificados.

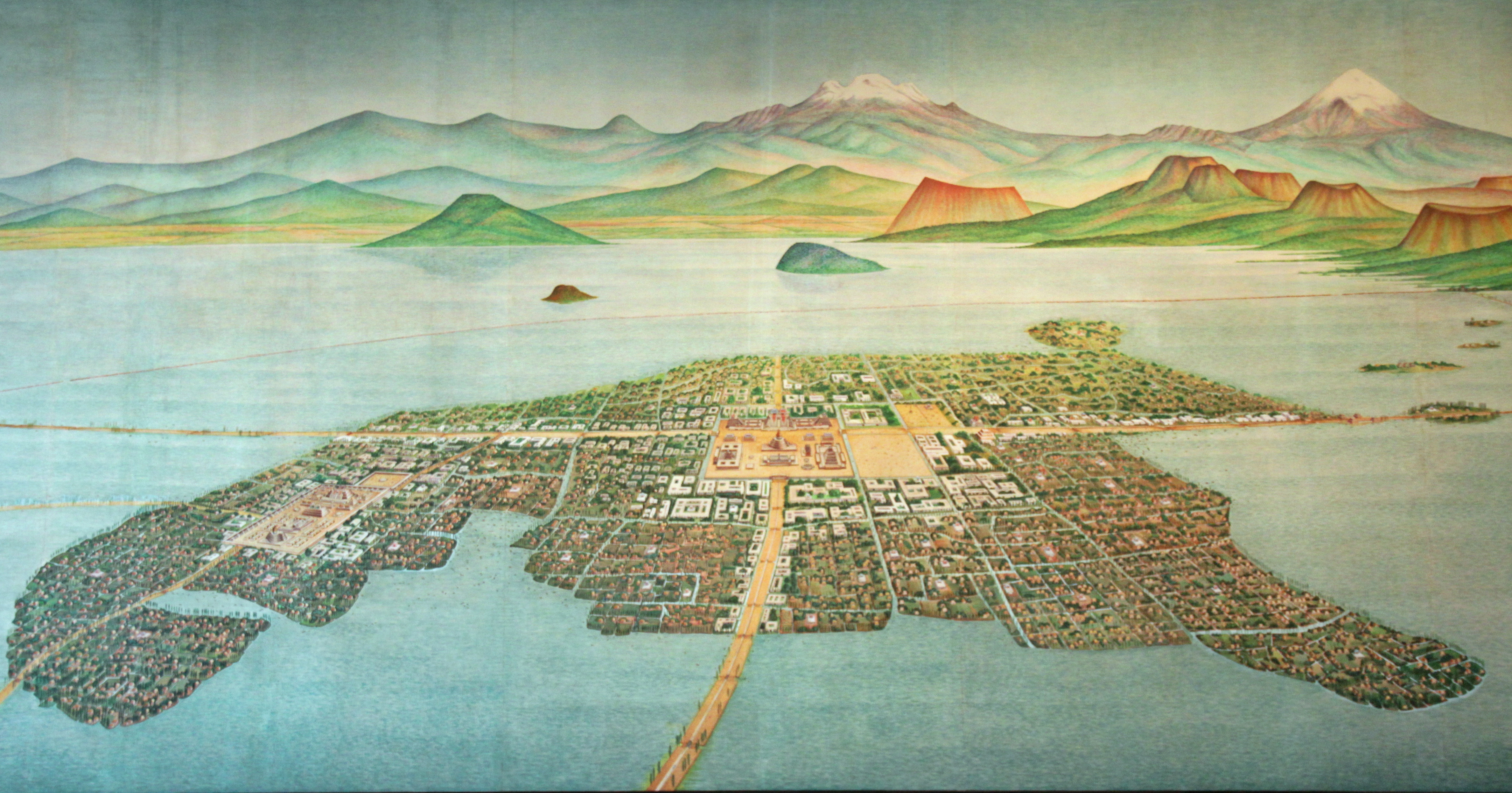
Representação artística de Tenochtitlán.

A cidade de Tenochititlán em 1519 contava com uma divisão da sociedade entre pipiltin (nobres) e calpulli (aqueles que cultivavam a terra) e formavam os macehualtin (população simples). Estes últimos podiam vender a si mesmos ou seus parentes se tornando tlatlacotin (uma espécie de servo particular), o que era possível ser revertido e não se firmava na descendência.  Também existiam os pochtecas: comerciantes que negociavam e espionavam em outras terras para o tlatoani (o soberano, aquele que tem palavra poderosa). Esse cargo também era completado por um homem como assistente conselheiro chamado cihuacoatl (que significa ‘serpente fêmea’).